# FM沖縄新川送信所
FM沖縄新川送信所（エフエムおきなわあらかわそうしんじょ）は、沖縄県島尻郡南風原町字新川にある、エフエム沖縄の送信所である。

## 概要
前身の極東放送時代にはAMラジオ局だったため、放送局のある浦添市小湾に送信所が置かれていたが、周波数帯がFMに変わることから1984年9月のFM沖縄開局とともに那覇市首里の市町境に近い南風原町新川の高台に送信所を設置した。1986年には送信所近くに進学校である沖縄県立開邦高等学校が開校したほか、1987年には近くに沖縄自動車道那覇インターチェンジが供用開始された。
当送信所のエリアは沖縄本島のほか、遠くは久米島や鹿児島県与論島までカバーしている（沖縄本島北部の今帰仁村には中継局が置かれているが、久米島にはFM沖縄の中継局は置かれていない）。

## 送信設備
| 周波数 （MHz） | 放送局名 | コールサイン | 空中線 電力 | ERP   | 放送対象地域 | 放送区域 内世帯数 |
| -------------- | -------- | ------------ | ----------- | ----- | ------------ | ----------------- |
| 87.3           | FM沖縄   | JOIU-FM      | 1kW         | 8.5kW | 沖縄県       | 不明              |